# Earias chlorodes
Earias chlorodes là một loài bướm đêm thuộc họ Nolidae. Nó được tìm thấy dọc theo miền đông bờ biển của Úc, from Cooktown to Sydney.
Sải cánh dài khoảng 20 mm.

## Hình ảnh

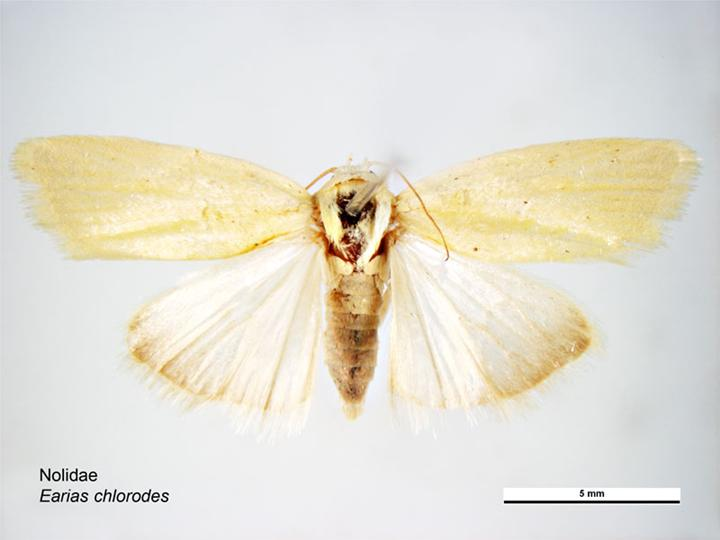
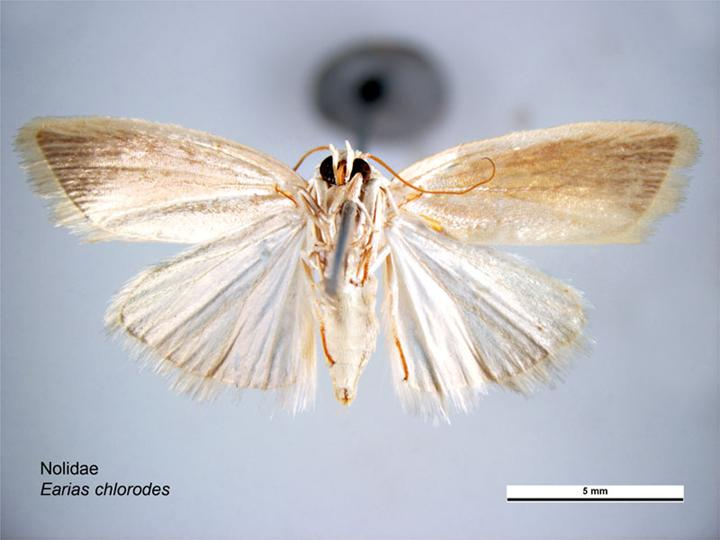